# Pleurothallis giraldoi
Pleurothallis giraldoi är en orkidéart som beskrevs av Carlyle August Luer. Pleurothallis giraldoi ingår i släktet Pleurothallis och familjen orkidéer. Inga underarter finns listade i Catalogue of Life.